# فراهنغ (تشكدان)
فراهنغ (بالفارسية: فراهک) هي قرية تقع في إيران في قسم تشکدان الريفي. يقدر عدد سكانها بـ 251 نسمة بحسب إحصاء 2016.